# Нисио, Рюя
Рюя Нисио (яп. 西尾 隆矢; род. 16 мая 2001, Осака) — японский футболист, защитник клуба «Сересо Осака». Участник Олимпийских игр 2024 года.

## Клубная карьера
Начал карьеру в команде «Сересо Осака» до 23 лет, которая выступала в третьем по силе дивизионе Японии. На этом уровне Рюя Нисио отыграл три сезона, после чего был приглашён в первую команду «Сересо Осака».
Его дебют в чемпионате Японии состоялся 27 февраля 2021 года в матче против «Касива Рейсол» (2:0). Вместе с командой дважды доходил до финалов Кубка Джей-лиги. Участник Лиги чемпионов АФК 2021 года. Всего за «Сересо Осака» отыграл три сезона в чемпионате, проведя 79 игр и забив 3 мяча.

## Карьера в сборной
Выступал за сборные Японии различных возрастов. Вместе с командой стал победителем молодёжного чемпионат Азии 2024 года в Катаре.
Летом 2024 года Го Оива включил Рюя Нисио в состав сборной для участия в Олимпийских играх в Париже.

## Достижения
- Победитель молодёжного чемпионат Азии: 2024
- Финалист Кубка Джей-лиги: 2021, 2022